# Andreotto de Arborea
Andreotto fue juez de Arborea entre 1304 y 1308.

## Biografía
Era el hijo mayor del juez Juan de Arborea, a quien sucedió en 1304, gobernando conjuntamente con su hermano Mariano III de Arborea hasta 1308. Su madre era Vera Cappai, de ahí que la dinastía tome el nombre de Cappai de Bas. Los dos hermanos, Mariano y él, eran ambos hijos ilegítimos.
En calidad de hermano mayor, Androtto ostentaba la supremacía con el título de autocrator basileus. Poco antes de morir, en 1308, Andreotto adquirió de la potente familia de los Malaspina los castillos de Serravalle de Bosa, Planargia y Costaville y la recaudación de estas adquisiciones, resultando así en posesiones privadas de la familia (peculio), siendo usadas para financiar la administración nacional del juzgado.
| Predecesor: Juan de Arborea | Juez de Arborea Junto con Mariano III de Arborea 1304-1308 | Sucesor: Mariano III de Arborea |

- Datos: Q2155335